# Manio Aquillio (console 129 a.C.)
Manio Aquillio (in latino Manius Aquillius; fl. II secolo a.C.) è stato un politico e generale romano.

## Biografia
Fu eletto console nel 129 a.C. con Gaio Sempronio Tuditano.
Debellò definitivamente la rivolta di Aristonico, già sconfitto ed imprigionato l'anno precedente dal suo predecessore Marco Perperna. Organizzò quindi nel 127 a.C. i territori della nuova provincia d'Asia, che era stata istituita nel 132 a.C. con un senatoconsulto. Le sue decisioni furono annullate successivamente, in quanto risultò che era stato corrotto.
È menzionato dallo storico Floro.